# Weltmeister W6
Weltmeister W6 — компактный представительский электромобиль-кроссовер, выпускавшийся китайским производителем WM Motor (кит. 威马汽车) под брендом Weltmeister. Серийное производство W6 началось в январе 2021 года.

## Описание
В 2019 году на Шанхайском автосалоне был представлен концепт-кар Weltmeister Evolve.
Серийная версия W6 была разработана в сотрудничестве с Baidu и оснащена технологией беспилотной автономной парковки. W6 способен выполнять функции автономного вождения в определённых сценариях с использованием платформы Apollo компании Baidu. В автомобиле имеются следующие функции: чипсет Qualcomm 8155, возможность подключения 5G, семь камер, пять радаров и 12 ультразвуковых датчиков.
W6 оснащён аккумулятором ёмкостью 65 кВт⋅ч с запасом хода 520 км по циклу NEDC.

## Технические характеристики
|                                                    | 520                 | 620                 |
| -------------------------------------------------- | ------------------- | ------------------- |
| Годы производства                                  | 04.2021—12.2022     | 04.2021—12.2022     |
| Двигатель                                          | Синхронный          | Синхронный          |
| Мощность                                           | 160 кВт (215 л. с.) | 160 кВт (215 л. с.) |
| Крутящий момент                                    | 225 Н⋅м             | 225 Н⋅м             |
| Привод                                             | Передний            | Передний            |
| Максимальная скорость                              | 160 км/ч            | 160 км/ч            |
| Разгон до 100 км/ч                                 | 7,9 сек.            | 8,8 сек.            |
| Ёмкость литий-ионного аккумулятора                 | 66,2 кВт⋅ч          | 82,7 кВт⋅ч          |
| Потребляемая ёмкость на 100 км (в смешанном цикле) | 14,1 кВт⋅ч          | 14,4 кВт⋅ч          |
| Запас хода по циклу NEDC                           | 520 км              | 620 км              |